# Leo Beenhakker
Leo Beenhakker (ur. 2 sierpnia 1942 w Rotterdamie, zm. 10 kwietnia 2025 tamże) – holenderski piłkarz, trener i działacz piłkarski.

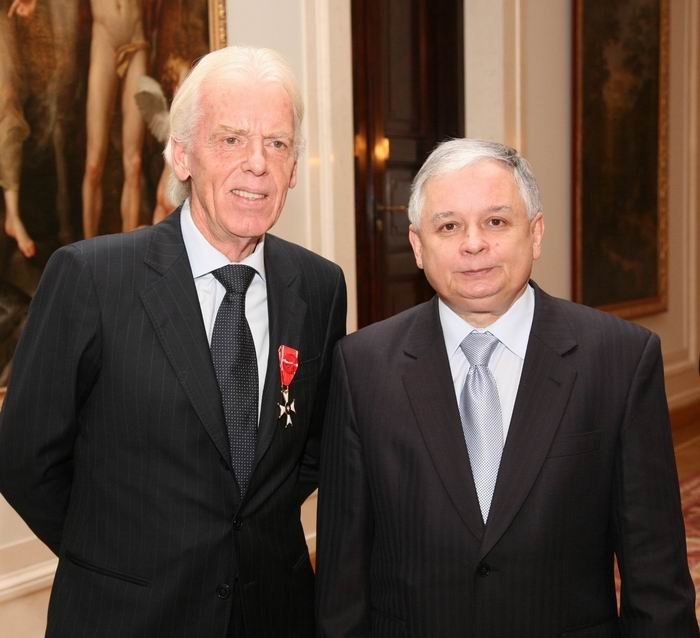
Leo Beenhakker i Lech Kaczyński

## Życiorys

### Młodość
Jako piłkarz grywał w amatorskich klubach – Tediro Rotterdam, Xerxes Rotterdam oraz Zwart Wit '28. W połowie lat 60. rozpoczął karierę szkoleniową. 

### Kariera szkoleniowa
Pracował w Europie, Azji i Ameryce Północnej. Zdobył trzy tytuły mistrza Holandii (dwa z Ajaksem i jeden z Feyenoordem) oraz Hiszpanii (wszystkie z Realem Madryt). 
Przez wiele lat był pierwszym asystentem Rinusa Michelsa, trenera reprezentacji Holandii. Dwukrotnie pełnił obowiązki selekcjonera. W latach 1985–1986 zastępował chorego Rinusa Michelsa i w tym czasie reprezentacja nie zakwalifikowała się na mundial w 1986. W 1990 roku objął stery drużyny narodowej na kilka tygodni przed mistrzostwami, kiedy na wniosek zawodników zwolniono Thijsa Libregtsa. Prowadzona przez niego drużyna zdołała wyjść z grupy, remisując kolejno z Egiptem, Anglią i Irlandią, by w 1/8 finału przegrać z Niemcami.
Osiągał sukcesy w Realu Madryt, Ajaksie Amsterdam oraz Feyenoordzie (gdzie w latach 1997–2000 był trenerem Jerzego Dudka i Tomasza Rząsy).
Przez krótki okres od listopada 1993 do lutego 1994 prowadził drużynę narodową Arabii Saudyjskiej.
W listopadzie 2005 roku po wygraniu dwumeczu barażowego z Bahrajnem wprowadził po raz pierwszy w historii reprezentację Trynidadu i Tobago do mistrzostw świata. W Niemczech debiutant zdobył jeden punkt (0:0 ze Szwecją, 0:2 z Anglią i 0:2 z Paragwajem) i zajął ostatnie miejsce w grupie.
Po mundialu 2006 otrzymał propozycje prowadzenia drużyn narodowych Arabii Saudyjskiej, Australii, Polski oraz kilku zespołów z ligi rosyjskiej.
11 lipca 2006 objął stanowisko selekcjonera reprezentacji Polski. Był pierwszym od 1960 roku i siódmym w historii zagranicznym selekcjonerem polskiej drużyny narodowej, a także pierwszym, który wywalczył z nią awans do mistrzostw Europy. Podczas turnieju w Austrii i Szwajcarii w 2008 prowadzona przez niego reprezentacja przegrała z Niemcami i Chorwacją oraz zremisowała z Austrią, kończąc udział na fazie grupowej.
5 maja 2007 roku po rezygnacji Erwina Koemana tymczasowo pełnił obowiązki pierwszego trenera Feyenoordu.
13 lutego 2009 roku został technicznym konsultantem Feyenoordu. Zrobił to wbrew stanowisku prezesa PZPN Grzegorza Laty, który nie wyraził zgody na objęcie tej funkcji przez szkoleniowca.
Pracę selekcjonera reprezentacji Polski stracił 17 września 2009, na dwie kolejki przed końcem eliminacji do Mistrzostw Świata 2010 w RPA (w tamtym momencie były jeszcze szanse na awans). Decyzję o zdymisjonowaniu selekcjonera prezes PZPN Grzegorz Lato ogłosił publicznie zaraz po przegranym meczu eliminacji do Mundialu 2010 ze Słowenią 0:3 w Mariborze 9 września 2009.
Po odejściu jako trener reprezentacji Polski w 2009 r. został dyrektorem technicznym Feyenoordu. W klubie pełnił funkcję do 24 stycznia 2011 r.
Od 29 lipca 2011 roku był dyrektorem sportowym klubu Újpest FC.
19 czerwca 2013 ogłoszono, że na czas trwania rozgrywek o Złoty Puchar CONCACAF 2013 Beenhakker powróci do pracy z reprezentacją Trynidadu i Tobago, tym razem w roli dyrektora technicznego.
2 czerwca 2015 ogłosił zakończenie kariery trenerskiej i przejście na emeryturę.
Zmarł 10 kwietnia 2025 w Rotterdamie w wieku 82 lat. Został pochowany tamże 16 kwietnia 2025. Karawan w drodze na uroczystość minął stadion De Kuip, gdzie trener został pożegnany przez kibiców.

## Osiągnięcia trenerskie
Ajax
- Mistrzostwo Holandii (2): 1979/80, 1989/90

Real Madryt
- Mistrzostwo Hiszpanii (3): 1986/87, 1987/88, 1988/89
- Puchar Króla (1): 1988/89
- Superpuchar Hiszpanii (2): 1988, 1989

Feyenoord
- Mistrzostwo Holandii (1): 1998/99
- Superpuchar Holandii (1): 1999

Trynidad i Tobago
- awans do Mundialu 2006 i start w tym turnieju (faza grupowa)

Polska
- awans do Euro 2008 i start w tym turnieju (faza grupowa)

## Nagrody i wyróżnienia
- Złoty Medal Chakonii(inne języki) (Trynidad i Tobago, 2006)[10].
- Krzyż Oficerski Orderu Odrodzenia Polski (2008)[11].
- tytuł Człowiek Roku tygodnika „Wprost” (2007)[12].
- Super Wiktor 2007 za całokształt osiągnięć.